# Prasinocyma intermixta
Prasinocyma intermixta là một loài bướm đêm trong họ Geometridae.